# Calle Grenz Shop
Calle Grenz Shop er en detailkæde med ni grænsebutikker og en del af Fleggaard-koncernen.

## Historie
I 1934 åbnede Carl Andresen (kaldet Calle) en købmandsbutik på Hostrupvej 26 i Jejsing sammen med sin kone Magda - i sin fars tidligere skrædderforretning. Sammen med sin søn og medejer Antoni Andresen udvidede Carl butikken i 1964. Calles Supermarked var det første landsupermarked i Sønderjylland. Da Danmark blev medlem af EF i 1973, benyttede Antoni sig af de nye muligheder og åbnede sin første grænsehandel ved Aventoft syd for Tønder. Den næste butik åbnede i Kobbermølle nord for Flensborg i 1979. Antoni blev landskendt som Ølkongen, da han sidst i 1980'erne lancerede sit eget ølmærke, Christian Firtal, der kun kunne købes i kædens butikker.

## Ny ejer
I 2010 solgtes kæden til det konkurrerende Fleggaard. Kæden overtog Poetzsch i Kruså i efteråret 2016, og valgte af økonomiske årsager at lukke den oprindelige butik inde i selve Kobbermølle by et år senere.

## Grænsebutikker
| By            | Grænse          |
| ------------- | --------------- |
| Aventoft      | Møllehus grænse |
| Sønder Løgum  | Sæd             |
| Harreslev     | Padborg         |
| Kobbermølle   | Kruså           |
| Flensborg     | Kruså           |
| Burg          | Femern Bælt     |
| Heiligenhafen | Femern Bælt     |
| Rostock       | Østersøen       |

## Fodnoter
1. ↑  "Der var engang - Gamle billeder fra Jejsing" (PDF). Hentet 2021-06-04.
2. ↑  Købmand Carl Andresens butik bliver supermarked
3. ↑  Kendt grænsekøbmand død
4. ↑  Fleggaard sætter sig tungt på grænsehandlen (Webside ikke længere tilgængelig)
5. ↑  "Calle overtager Poetzsch med det gule tag" (PDF). Fleggaard Holding A/S (Pressemeddelelse). Hentet 2021-06-04.
6. ↑  Simonsen, Peter. "Fleggaard købte kendt grænsehandelsbutik - har måttet lukke en anden". Finans. Hentet 2021-06-04.